# Mesoleptus exiguus
Mesoleptus exiguus là một loài tò vò trong họ Ichneumonidae.